# Твін Рінг Мотегі
Твін Рінг Моте́гі (яп. ツインリンクもてぎ) — автомотодром, розташований біля містечка Мотеґі у Японії. Був споруджений в 1997 році на кошти компанії Honda. Назва утворена через наявність двох незв'язаних трас — овальної траси і розташованої частково в межах кільця дорожньої траси.

## Мотоспорт
Автомотодром є базовим для команди Honda Racing Corporation: тут проходять тестування та обкатка нових мотоциклів, гонщиків та технологій.

## Цікаві факти
У 2011 році багаторазовий чемпіон світу MotoGP Валентіно Россі разом з Кейсі Стоунером та Хорхе Лоренсо вирішили бойкотувати Гран-Прі Японії через аварію Фукусімській АЕС, яка розташована на відстані приблизно 120 км від Мотегі. Проте, під тиском зі сторони керівників японських виробників, змушені були «передумати» і замагання врешті відбулись.